# Charles Vestergaard
Charles Vestergaard (Charles Peter Martin Vestergaard; * 10. April 1884 in Silkeborg; † 3. Mai 1956 in Aarhus) war ein dänischer Geher.
Bei den Olympischen Spielen 1908 in London wurde er Sechster im 3500-Meter-Gehen und schied im 10-Meilen-Gehen in der Vorrunde aus.